# B68 Toftir
Tofta Ítróttarfelag, B68 é uma agremiação esportiva das Ilhas Faroe, fundada a 21 de dezembro de 1962, sediada em Toftir.

## História
Depois de ser promovido para a 1. deild (agora chamada Effodeildin), em 1980, conquistou o campeonato três vezes (1984, 1985 e 1992). 
Em 2004, ele foi rebaixado. Em 2005, reconquistou seu lugar na elite ao ficar na segunda posição. O time, contudo, foi rebaixado da primeira divisão no final da temporada de 2006. 
Em 2007, venceu a segunda divisão, e foi promovido. Na temporada 2008, conseguiu um honroso 6º (entre 10 equipes) na Premier League. Na temporada de 2009, ficou em 4º lugar. Em 2010, terminou 7º na Effodeildin. Já em 2011, foi 6º.
Em 2012, o B68 Toftir foi o 9º na Effodeildin e acabou rebaixado. Só precisava marcar mais um gol contra a TB Tvøroyri na rodada final. Venceu o jogo por 4 a 1, mas não foi o suficiente. Jogará, portanto, a 1. Deild em 2013.

## Títulos
- Campeonato Faroês: 3
  - 1984, 1985, 1992;
- Segunda Divisão Faroesa: 4
  - 1980, 2005, 2007, 2013;
- Troféu FSF: 1
  - 2005;

## Retrospecto em copas europeias
| Temporada | Competição       | Fase |          | Oponente         | Resultado    |
| --------- | ---------------- | ---- | -------- | ---------------- | ------------ |
| 1993/94   | Champions League | Q    | Croácia  | Croatia Zagreb   | 0 a 5, 0 a 6 |
| 1996      | Intertoto Cup    | 1    | Áustria  | LASK Linz        | 0 a 4        |
| 1996      | Intertoto Cup    | 1    | Chipre   | Apollon Limassol | 1 a 4        |
| 1996      | Intertoto Cup    | 1    | Alemanha | Werder Bremen    | 0 a 2        |
| 1996      | Intertoto Cup    | 1    | Suécia   | Djurgården       | 1 a 5        |
| 2001      | Intertoto Cup    | 1    | Bélgica  | Sporting Lokeren | 2 a 4, 0 a 0 |
| 2002      | Intertoto Cup    | 1    | Suíça    | St. Gallen       | 1 a 5, 0 a 6 |
| 2004-05   | UEFA Cup         | 1Q   | Letónia  | FK Ventspils     | 0 a 3, 0 a 8 |